# Canton de Baraqueville-Sauveterre
Le canton de Baraqueville-Sauveterre est une ancienne division administrative française située dans le département de l'Aveyron et la région Midi-Pyrénées.
Avec le redécoupage cantonal de 2014, la commune de Baraqueville est devenue le bureau centralisateur du nouveau canton de Ceor-Ségala.

## Représentation

### Conseillers généraux de 1833 à 2015
De 1833 à 1848, les cantons de Sauveterre et de La Salvetat avaient le même conseiller général. Le nombre de conseillers généraux par département était limité à 30.
| Période                                  | Période          | Identité                               | Étiquette               | Qualité |
| ---------------------------------------- | ---------------- | -------------------------------------- | ----------------------- | --- |
| 1833                                     | 1839 (décès)     | Jean-Pierre Raymond Merlin (1767-1839) | Majorité ministérielle  | Notaire à Sauveterre-de-Rouergue Juge au Tribunal civil de Rodez Député (1815, 1831-1839)                                             |
| 1840                                     | 1848 (décès)     | Henri Mazuc (1800-1848)                |                         | Président du Tribunal civil de Rodez, conseiller d'arrondissement                                                                     |
| 1848                                     | 1852             | Marie Auguste de Balzac (1788-1880)    | Droite monarchiste      | Ancien Préfet, propriétaire du château du Mazet, à Colombiès Représentant du peuple (Moselle 1829-1831, Aveyron 1834-1837, 1849-1851) |
| 1852                                     | 1863 (décès)     | Marie Louis Rogéry (1789-1863)         |                         | Maire de Pradinas, conseiller d'arrondissement                                                                                        |
| 1864                                     | 1874             | Paulin de Balzac (1814-1903)           | Droite monarchiste      | Propriétaire du château du Mazet, maire de Colombiès                                                                                  |
| 1874                                     | 1886             | François Roques                        | Bonapartiste            | Secrétaire général de la Préfecture du Tarn Député (1876-1881 et 1885-1887)                                                           |
| 1886                                     | 1904             | Charles Caussanel                      | Républicain             | Maire de Sauveterre-de-Rouergue (1888-1912 et 1913-1914)                                                                              |
| 1904                                     | 1938 (décès)     | Gaston Roques                          | Républicain national    | Avocat Maire de Pradinas (1908-1938) Député (1889-1893 et 1919-1924)                                                                  |
| 1938                                     | 1940             | Henry Moisset                          | Républicain national RG | Ancien chef de cabinet d'André Tardieu Maire de Gramond                                                                               |
|                                          |                  |                                        |                         | |
| 1945                                     | 1965 (démission) | Jean Barrès (1902-1966)                | DVD                     | Notaire Maire de Colombiès (1945-1965)                                                                                                |
| 1965                                     | 1982             | Paul Boscus (1901-1994)                | RI puis UDF-PR          | Directeur d'école publique retraité Maire de Boussac (1953-1983)                                                                      |
| 1982                                     | 2001             | Denys Jaudon                           | PS                      | Pharmacien Maire de Baraqueville (1977-2002)                                                                                          |
| 2001                                     | 2008             | Jean-Louis Calviac                     | UMP                     | Vétérinaire Maire de Baraqueville (2002-2008)                                                                                         |
| 2008                                     | 2015             | Didier Mai-Andrieu                     | DVG                     | Entrepreneur de maçonnerie Maire de Sauveterre-de-Rouergue (1995-2010)                                                                |
| Les données manquantes sont à compléter. |                  |                                        |                         | |

### Résultats électoraux détaillés
- Élections cantonales de 2001 : Jean-Louis Calviac (Divers droite) est élu au second tour avec 54,88 % des suffrages exprimés, devant Denys Jaudon (PS) (45,12 %). Le taux de participation est de 79,40 % (5 407 votants sur 6 810 inscrits)[4].
- Élections cantonales de 2008 : Didier Mai-Andrieu (Divers gauche) est élu au premier tour avec 53,52 % des suffrages exprimés, devant Jean-Louis Calviac (Divers droite) (46,48 %). Le taux de participation est de 84,42 % (5 878 votants sur 6 963 inscrits)[5].

### Conseillers d'arrondissement (de 1833 à 1940)
| Période                                  | Période      | Identité                                                   | Étiquette    | Qualité |
| ---------------------------------------- | ------------ | ---------------------------------------------------------- | ------------ | --- |
| 1833                                     | 1836         | Justin Marie Étienne Jean François de Lagarcie (1804-1868) |              | Avocat et notaire, maire de Sauveterre (1830-1848)                                                          |
| 1836                                     | 1840 (décès) | Henri Mazuc                                                |              | Président du Tribunal civil de Rodez                                                                        |
| 1840                                     | 1852         | Marie Louis Rogéry                                         |              | Maire de Pradinas (1838-1848)                                                                               |
| 1852                                     | 1881 (décès) | Cyprien Coucoureux (1815-1881)                             |              | Propriétaire à Asquiès, Colombiès                                                                           |
| 1881                                     | 1886         | Antoine Couderc                                            |              | Notaire, maire de Colombiès                                                                                 |
| 1886                                     | 1889         | Charles Fastré                                             |              | Propriétaire à Pradinas                                                                                     |
| 1889                                     | 1907         | Joseph Acquier                                             |              | Propriétaire, maire de Castanet de 1879 à 1896                                                              |
| 1907                                     | 1924 (décès) | Jean Ginestet (1847-1924)                                  | Libéral      | Agriculteur à Castanet, maire de Colombiès (de 1903 à 1908)                                                 |
| 1924                                     | 1940         | Albert Pascal (1873-1964)                                  | Conservateur | Maire de Sauveterre                                                                                         |
| 1940                                     |              |                                                            |              | Les conseils d'arrondissement ont été suspendus par la loi du 12 octobre 1940 et n'ont jamais été réactivés |
| Les données manquantes sont à compléter. |              |                                                            |              | |

## Composition
Le canton de Baraqueville-Sauveterre, d'une superficie de 278 km2, était composé de dix communes
.
| Nom                      | Code Insee | Intercommunalité | Superficie (km2) | Population (dernière pop. légale) | Densité (hab./km2) |
| ------------------------ | ---------- | ---------------- | ---------------- | --------------------------------- | ------------------ |
| Baraqueville (chef-lieu) | 12056      | CC Pays Ségali   | 33,54            | 3 137 (2014)                      | 94                 |
| Boussac                  | 12032      | CC Pays Ségali   | 17,92            | 549 (2014)                        | 31                 |
| Camboulazet              | 12045      | CC Pays Ségali   | 14,25            | 465 (2014)                        | 33                 |
| Castanet                 | 12059      | CC Pays Ségali   | 30,42            | 536 (2014)                        | 18                 |
| Colombiès                | 12068      | CC Pays Ségali   | 55,23            | 907 (2014)                        | 16                 |
| Gramond                  | 12113      | CC Pays Ségali   | 13,14            | 480 (2014)                        | 37                 |
| Manhac                   | 12137      | CC Pays Ségali   | 18,50            | 774 (2014)                        | 42                 |
| Moyrazès                 | 12162      | CC Pays Ségali   | 48,67            | 1 138 (2014)                      | 23                 |
| Pradinas                 | 12189      | CC Pays Ségali   | 22,68            | 359 (2014)                        | 16                 |
| Sauveterre-de-Rouergue   | 12262      | CC Pays Ségali   | 23,43            | 797 (2014)                        | 34                 |

## Démographie

### Évolution démographique
| 1975  | 1982  | 1990  | 1999  | 2006  | 2011  | 2012  |
| ----- | ----- | ----- | ----- | ----- | ----- | ----- |
| 8 806 | 8 186 | 8 065 | 8 007 | 8 433 | 8 935 | 8 974 |

### Âge de la population
La pyramide des âges, à savoir la répartition par sexe et âge de la population, du canton de Baraqueville-Sauveterre en 2009 ainsi que, comparativement, celle du département de l'Aveyron la même année sont représentées avec les graphiques ci-dessous.
La population du canton comporte 50,3 % d'hommes et 49,7 % de femmes. Elle présente en 2009 une structure par grands groupes d'âge légèrement plus âgée que celle de la France métropolitaine. 
Il existe en effet 80 jeunes de moins de 20 ans pour cent personnes de plus de 60 ans, alors que pour la France l'indice de jeunesse, qui est égal à la division de la part des moins de 20 ans par la part des plus de 60 ans, est de 1,06. L'indice de jeunesse du canton est par contre supérieur à celui  du département (0,67) et inférieur à celui de la région (0,89).
| Hommes | Classe d’âge | Femmes |
| ------ | ------------ | ------ |
| 0,6    | 90 ans ou +  | 2,1    |
| 10,3   | 75 à 89 ans  | 14,7   |
| 14,2   | 60 à 74 ans  | 15,3   |
| 19,5   | 45 à 59 ans  | 18,6   |
| 22,7   | 30 à 44 ans  | 20,0   |
| 12,8   | 15 à 29 ans  | 12,0   |
| 19,8   | 0 à 14 ans   | 17,3   |

| Hommes | Classe d’âge | Femmes |
| ------ | ------------ | ------ |
| 0,6    | 90 ans ou +  | 1,7    |
| 10,2   | 75 à 89 ans  | 14,2   |
| 16,9   | 60 à 74 ans  | 17,5   |
| 21,6   | 45 à 59 ans  | 20,3   |
| 18,9   | 30 à 44 ans  | 17,8   |
| 15,1   | 15 à 29 ans  | 13,4   |
| 16,7   | 0 à 14 ans   | 15,1   |